# Parafia św. Stanisława w Ostrowcu Świętokrzyskim
Parafia św. Stanisława w Ostrowcu Świętokrzyskim – parafia rzymskokatolicka znajdująca się w diecezji sandomierskiej, w dekanacie Ostrowiec Świętokrzyski. Parafia erygowana w 1580. Mieści się przy ulicy Szkolnej na Denkowie.